# آلن پاین
آلن پاین (انگلیسی: Allen Payne؛ زادهٔ ۷ ژوئیهٔ ۱۹۶۸) یک هنرپیشه اهل ایالات متحده آمریکا است. وی از سال ۱۹۸۹ میلادی تاکنون مشغول فعالیت بوده‌است.
از فیلم‌های معروف او می‌توان به فیلم کاملاً طوفانی، قیمتی بالای یاقوت، قیمتی بالای یاقوت، غزل جیسون و پشت‌بام‌ها اشاره کرد.